# Японская оккупация Северного Сахалина
Японская оккупация Северного Сахалина — оккупация Японской империей Северного Сахалина с 21 апреля 1920 года по 15 мая 1925 года. К декабрю 1924 года оккупацию осуществляли 1900 японских солдат, из них 1200 были размещены в Александровске, а ещё около 700 было разбросано по прочим населённым пунктам региона. Население оккупированной территории к началу 1925 года составляло порядка 14,5 тысяч человек, из которых 5,7 тысяч были русскими.

## Причины оккупации
Японское правительство использовало Николаевский инцидент для обоснования оккупации Северного Сахалина, оправдывая её необходимостью защитить живущих там японцев от того, что произошло в Николаевске. Дальневосточная республика (1920—1922), в подчинении которой в ходе гражданской войны оказался Северный Сахалин, была довольно слаба. Её власти поначалу пытались играть на противоречиях США и Японии для сохранения подобия российского суверенитета над Северным Сахалином, но США слабо реагировали на эти дипломатические «заигрывания», ограничившись лишь нотой госсекретаря США Чарльза Хьюза, направленной правительству Микадо, где было заявлено, что Соединенные Штаты «не могут согласиться на принятие японским правительством каких-либо мер, которые нарушали бы территориальную неприкосновенность России».

## Ход оккупации
21 апреля 1920 года, воспользовавшись последствиями Октябрьской революции, японские войска Карафуто приступили к оккупации и российской части острова и, перейдя 50-ю параллель, начали планомерное продвижение на север. На 15 октября 1920 года 1413 русских, 609 корейцев и 274 китайцев уже оказались под властью японской армии. 
В августе — ноябре 1921 года на переговорах японских представителей с представителями Дальневосточной республики в Дайрене японцы пытались узаконить своё пребывание на Северном Сахалине, выдвинув в числе прочих условий передачу Северного Сахалина японцам в аренду на 80 лет. В итоге переговоры окончились провалом и японцы возобновили боевые действия.
К началу 1925 года статус «новых иностранцев» в целом получили 7139 северных сахалинцев, включая автохтонов. Японский режим в целом отличался жёсткой политикой дискриминации этнически неяпонского населения, что выражалось в насаждении японского языка, дискриминации на рынке труда и конфискации имущества иностранцев.

## Управление оккупированными территориями
1. Было введено японское военно-гражданское управление, и объявлено, что российские законы больше не имеют никакой силы.
2. Все учреждения обязали передать свои дела японской администрации.
3. Было введено обязательное для всех празднование Дня рождения императора (31 августа у Императора Ёсихито).
4. Населённые пункты и улицы получили японские названия.

## Деоккупация Северного Сахалина
Советско-японская конвенция устанавливала двусторонние дипломатические и консульские отношения. Согласно конвенции, Япония обязалась к 15 мая 1925 года вывести свои войска с территории Северного Сахалина, который немедленно после этого на основании протокола «А» переходил под суверенитет СССР.

## Последствия оккупации
За 5 лет оккупации с острова было вывезено от 20 до 25 тысяч тонн нефти, были полностью истреблены ценные пушные животные — соболь, выдра, лисица, значительно сократилось поголовье белки. Были безвозвратно утрачены ценнейшие коллекции Сахалинского краеведческого музея по культуре аборигенов, палеонтологические образцы и другие экспонаты.
За годы японской оккупации национальный состав Северного Сахалина также претерпел существенные изменения, хотя русские продолжали составлять относительное большинство населения. Если в 1913 году из 10,4 тысячи жителей Северного Сахалина 7,2 тыс. были славянами, 2,3 тысячи человек были представителями народностей Севера и 869 — иностранцами, то к 1925 году этническая картина была уже иной: 5,7 тыс. граждан России, 3,5 тыс. граждан Японии, 1,0 тыс. граждан Китая, 2,2 тыс. прочих иностранных граждан и около 2,0 тыс. автохтонов.